# Scarthyla
A Scarthyla  a kétéltűek (Amphibia) osztályába és  a békák (Anura) rendjébe a levelibéka-félék (Hylidae) családjába és a Hylinae alcsaládba tartozó nem. A nem fajai Dél-Amerikában honosak.

## Rendszerezés
A nembe az alábbi 2 faj tartozik:
- Scarthyla goinorum (Bokermann, 1962)
- Scarthyla vigilans (Solano, 1971)